# بلارا
بلارا (به اسپانیایی: Belarra) یک منطقهٔ مسکونی در اسپانیا است که در استان اوئسکا واقع شده‌است. بلارا ۷ نفر جمعیت دارد و ۸۴۰ متر بالاتر از سطح دریا واقع شده‌است.